# ビーチクラフト モデル 18
ビーチクラフト モデル 18
- 用途：軽輸送機
- 設計者：テッド・ウェルス
- 製造者：ビーチ・エアクラフト
- 運用者：多数の個人ユーザー、事業者、政府機関など
- 初飛行：1937年1月15日
- 生産数：8,000機以上
- 生産開始：1937年
- ユニットコスト：63,000USドル（モデル D18S）

ビーチクラフト モデル 18（英: Beechcraft Model 18）は、アメリカ合衆国のビーチ・エアクラフト社が開発したレシプロ軽双発輸送機。ツイン・ビーチ（英: Twin Beech）の愛称で親しまれたが、これは非公式なもので、最後まで正式な愛称は与えられなかった。
1930年代に初飛行した機体でありながら、実に30年以上に渡って製造され続けたロングセラー機であり、その後の軽双発機設計に大きな影響を与えた機体として知られている。

## 概要
ビーチ社はモデル 17 スタッガーウィングの大成功を足がかりに、1935年11月から全く新しい双発輸送機の開発に着手した。これがモデル 18である。会社重役用の高速人員輸送を想定したこの航空機は、旅客機並みの快適さを備え、当時アメリカ国内に多数存在した小さな芝張りの滑走路からも離着陸できるように設計されていた。機体は全金属製の低翼単葉機で、2翅プロペラ、双尾翼式の垂直尾翼、電動引き込み式の降着装置を備えていた。後にオプションでスキーやフロートの装備も可能になった。標準的な機内仕様では、パイロット2名と乗客6名が搭乗できる。
試作機は、1937年1月15日にトランス・ワールド航空のパイロットだったジェームズ・ペイトンの操縦によって初飛行した。副操縦士はビーチ社テストパイロットのH・C・ランキンが、飛行試験技師はカーチス・ライト社のロバート・ジョンソンが担当した。モデル 17と同様、モデル 18も革新的な設計で、最大速度325km/h、高度1,830mでの巡航速度は309km/hという高性能を発揮し、しかも着陸進入速度は89km/hと極めて低かった。同年3月4日に形式証明が公布され販売が開始されると空前の勢いで受注を獲得し、軽双発機市場に大変革をもたらした。
1940年にアメリカ陸軍航空隊が発注すると軍用機としても製造されるようになり、アメリカが第二次世界大戦に参戦すると民間型の製造を中止し軍用型の製造に専念することとなった。軍用型の代表的なものには、軽輸送機C-45 エクスペディター（英: Expeditor）、航法練習機AT-7 ナビゲーター（英: Navigator）、射撃手/爆撃手訓練機AT-11 カンザン（英: Kansan）がある。これら軍用型だけでも5,000機以上が製造され、ある時期には製造が早く進み過ぎてゴムタイヤの納入が追いつかなくなり、急遽木製車輪を装備して保管区域へ移動させなければならないこともあったという。
大戦が終結すると民間型の製造が再開され、当時ビジネス専用の双発機がまだほとんど市場に出ていなかったこともあって多くの企業にビジネス機として採用された。また、軍用型も余剰機が世界各国の軍に供給された。この時期になるとさすがに設計の古さは否めなくなっていたが、操縦性・安定性共に優れ、かつ頑丈で実用性が高い機体であったため人気は衰えず、最終的に1969年まで生産が続けられた。ちなみに、製造最後の機体の納入先は日本の航空大学校で、旅客機パイロットの練習機として使用された。
総生産数は8,000機以上で、現在でもまだかなりの機数が小規模な貨物輸送業者などで使用されており、ターボプロップエンジンへの換装など独自の改造が施された機体もある。

## 民間派生型

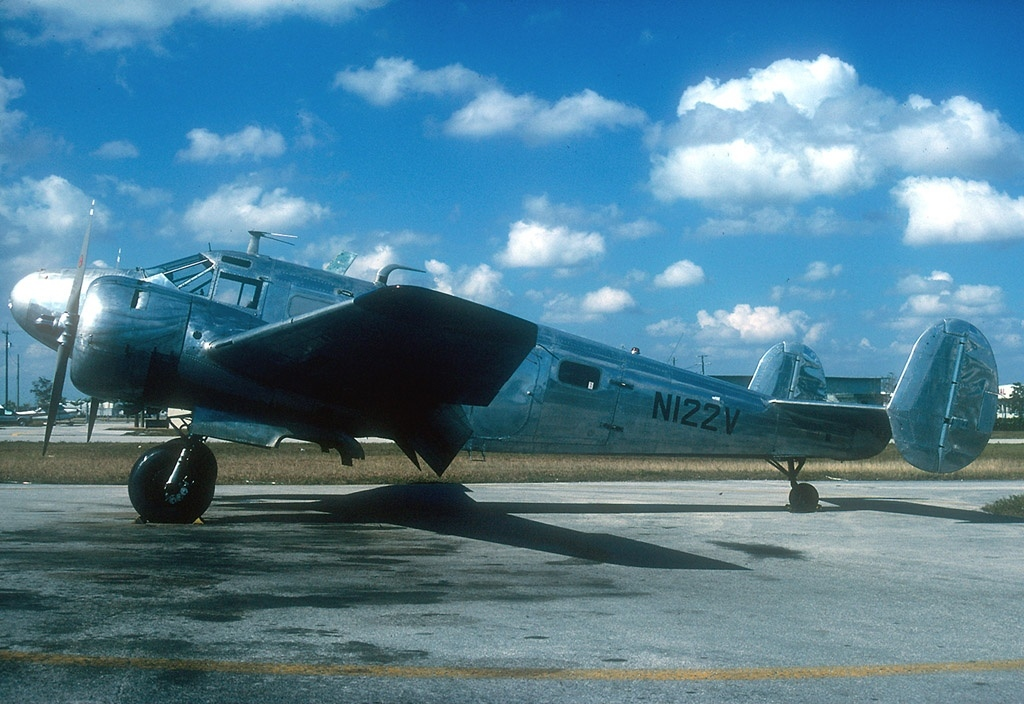
モデル D18S

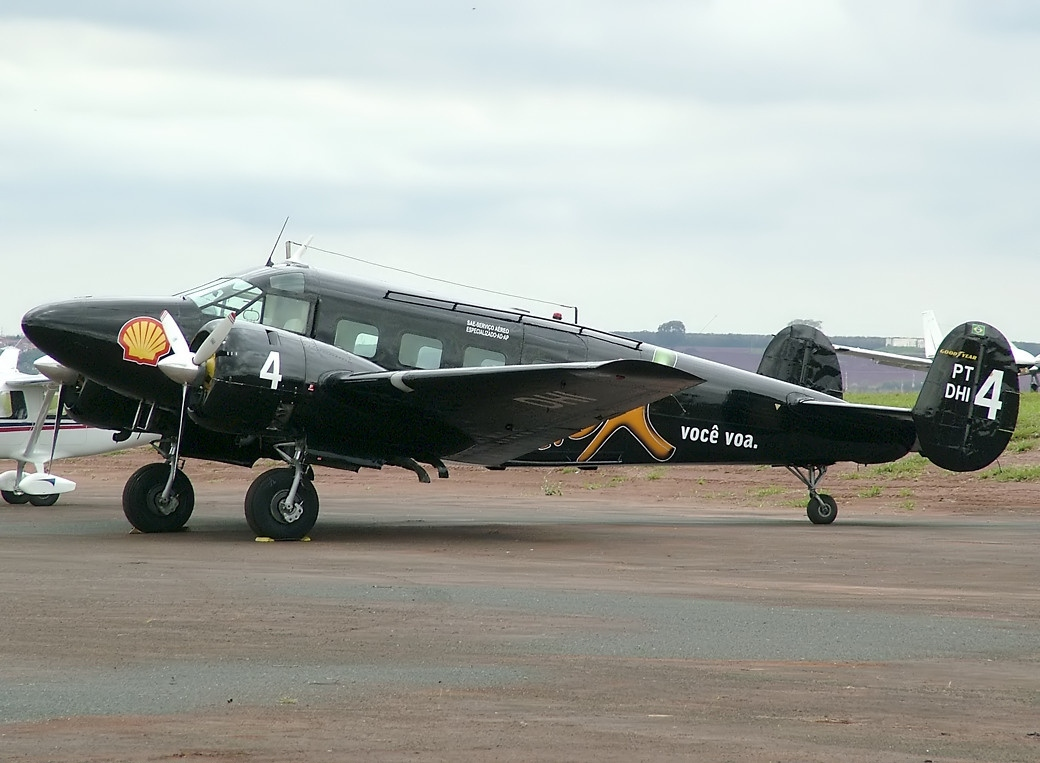
モデル E18S

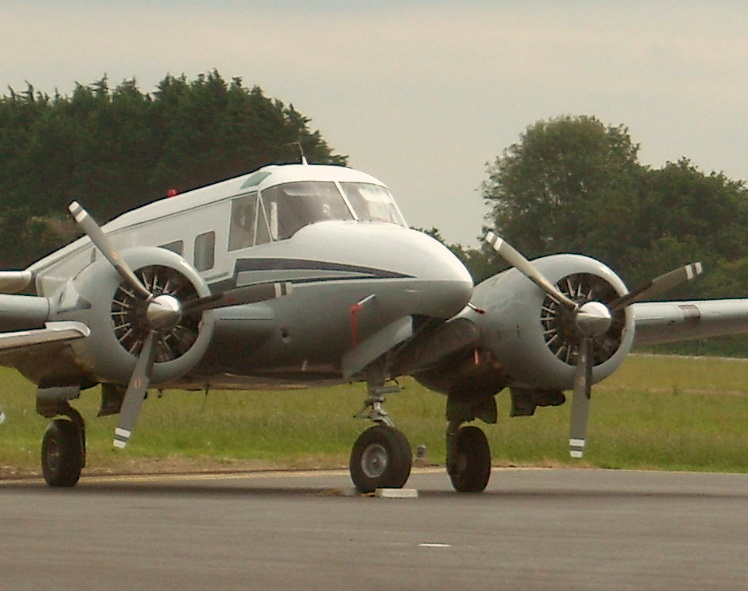
モデル H18S

モデル 18A
最初の量産型。エンジンは320馬力のライト製R-760-E2を搭載。フロートかスキーを装備したモデル S18Aもある。
モデル 18B
285馬力のジェイコブズ製L-5エンジンに換装した低出力・廉価版。少数しか製造されず。フロートかスキーを装備したモデル S18Bもある。
モデル 18D
330馬力のジェイコブズ製L-6エンジンに換装。フロートかスキーを装備したモデル S18Dもある。
モデル 18S/B18S
エンジンを450馬力のプラット・アンド・ホイットニー製R-985に換装。出力増加に対応するため垂直尾翼が大型化し、カウリング形状も変更された。
モデル A18D
エンジンをR-985に換装したモデル 18D。水上機型のモデル SA18Dもある。
モデル A18A
エンジンをR-985に換装したモデル 18A。水上機型のモデル SA18Aもある。
モデル 18R
スーパーチャージャー装備のR-985-A1エンジンを搭載した高高度性能向上型。7機製造。
モデル C18S
軍用型の製造ラインを利用して製造された機体。そのため内装などが一部異なる。
モデル D18S
最初の戦後型。エンジンナセルを延長し、中央翼部分の構造を強化。1,035機製造。
モデル D18C/CT
525馬力のコンチネンタル製R-9Aエンジンに換装したモデル D18A。31機製造。
モデル E18S
初の大規模改良型。そのため、これ以降のモデルはスーパー 18（Super 18）とも呼ばれる。客室屋根を15cm高くしたほか、翼端を延長、客室窓を追加、階段付きのドアを装備。オプションでスピナー付き3翅プロペラを装備できた。451機製造。
モデル G18S
プロペラを3翅プロペラに変更、コックピットの視界を改善、幅広の客室窓を装備。154機製造。
モデル H18S
最終型。燃料搭載量が増加し、新型の軽量プロペラや電動カウルフラップを装備。降着装置は従来の尾輪式に加えて前輪式も選択できるようになった。前輪式を望む声は以前からあったものの、これまでは他社が製造した改造キットによって前輪式にするしかなかったが、この型で初めて正式なオプションとなった。149機製造。

## 軍用派生型

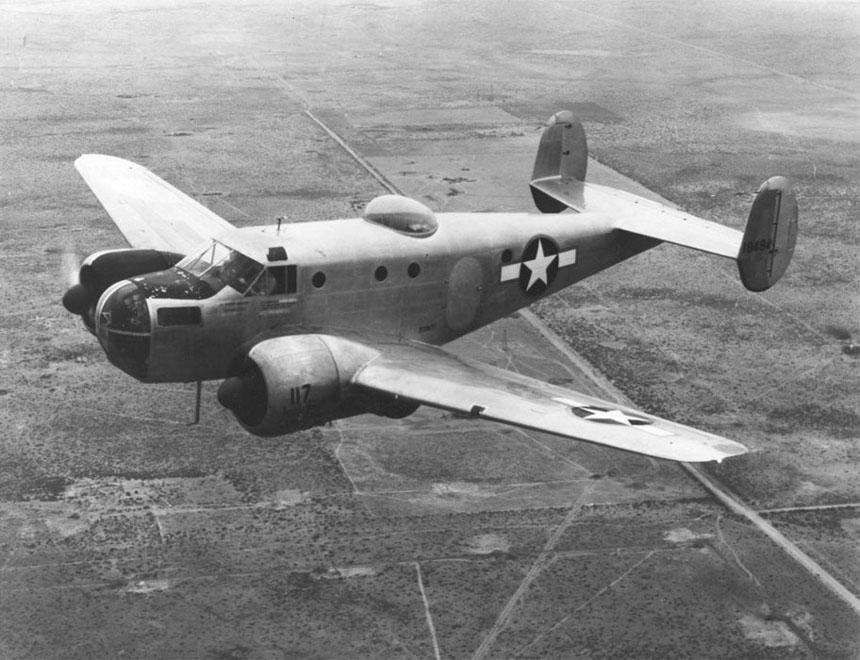
AT-11 カンザン

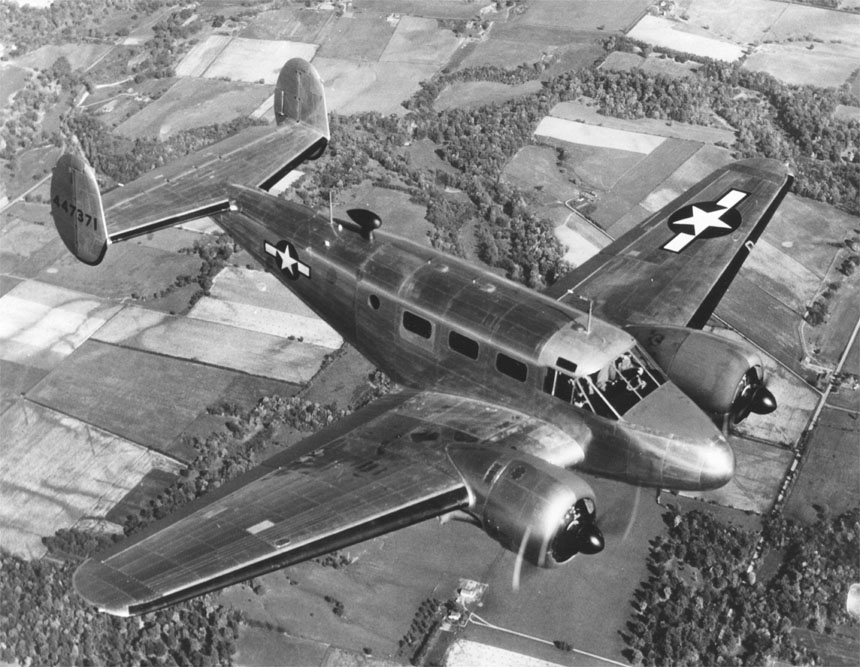
UC-45F エクスペディター

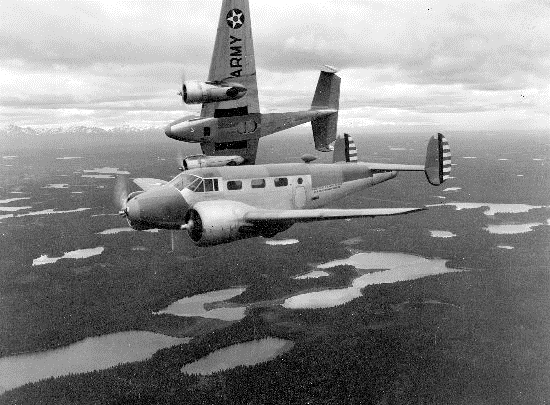
F-2

AT-7
航法練習機型。機体上面に天測航法用の天測窓がある。577機製造。水上機型のAT-7A、寒冷地用のAT-7B、エンジンをR-985-AN-3としたAT-7Cもある。
AT-11
射撃手/爆撃手訓練用の機体。機首に爆撃手席を、背部に透明張り出しを、胴体下に爆弾架を設置した。
C-45
幕僚輸送機型。モデル 18S相当。11機製造。
C-45A
汎用輸送機型。20機製造。
C-45B
内装を若干変更。モデル C18S相当。後にUC-45Bに改称。レンドリース法により、イギリスにもエクスペディター Mk.Iの名称で引き渡された。
C-45C
モデル B18S相当。2機製造。後にUC-45Cに改称。
C-45D/E
輸送機として完成したAT-7A/Bに与えられた名称。後にUC-45D/Eに改称。
C-45F
機首が若干延長。1,137機以上を製造。後にUC-45Fに改称。イギリスにはエクスペディター Mk.II、カナダにはエクスペディター Mk.IIIの名称で引き渡された。
C-45G/H
モデル D18S仕様に改修されたUC-45、AT-7、AT-11。C-45Gには自動操縦装置とR-985-AN-3エンジン、C-45HにはR-985-AN-14Bエンジンが搭載された。
TC-45G/H
C-45G/Hの多発機練習機型。
CQ-3
無人機管制型。後にDC-45Fに改称。
F-2
モデル B18Sの写真偵察機型。
F-2A/B
それぞれC-45A、UC-45Fから改造された写真偵察機型。
JRB-1
F-2と同様のアメリカ海軍向け偵察機型。
JRB-2
アメリカ海軍向け軽輸送機型。
JRB-3/4
アメリカ海軍向けC-45B/F。
SNB-1
AT-11とほぼ同仕様のアメリカ海軍向け射撃手/爆撃手訓練機。背部に銃座を設置。
SNB-2/3
AT-7とほぼ同仕様のアメリカ海軍向け航法練習機。AT-7C相当のSNB-2Cもある。
SNB-2H
SNB-2の救急機型。
SNB-2P
SNB-2の写真偵察機型。
SNB-3Q
SNB-3の電子戦訓練型。
SNB-4/5
モデル D18S仕様に改修されたSNB-2。後にTC-45Jに改称。
SNB-5P
モデル D18S仕様に改修されたSNB-2P。後にRC-45Jに改称。

## 採用国（軍用）
- アメリカ合衆国
- アルゼンチン
- イギリス
- イタリア
- イラン
- インドネシア
- ウルグアイ
- エクアドル
- エルサルバドル
- オランダ
- カナダ
- グアテマラ
- コートジボワール
- コスタリカ
- コロンビア
- ザイール
- スイス
- スウェーデン
- スペイン
- スリランカ
- ソマリア
- タイ
- 中華民国（台湾）
- チリ
- ドミニカ共和国
- トルコ
- トンガ
- ナイジェリア
- ニカラグア
- ニジェール
- パラグアイ
- フィリピン
- ブラジル
- フランス
- ベネズエラ
- ペルー
- ボリビア
- ポルトガル
- ホンジュラス
- 南アフリカ共和国
- ベトナム共和国
- メキシコ

 日本

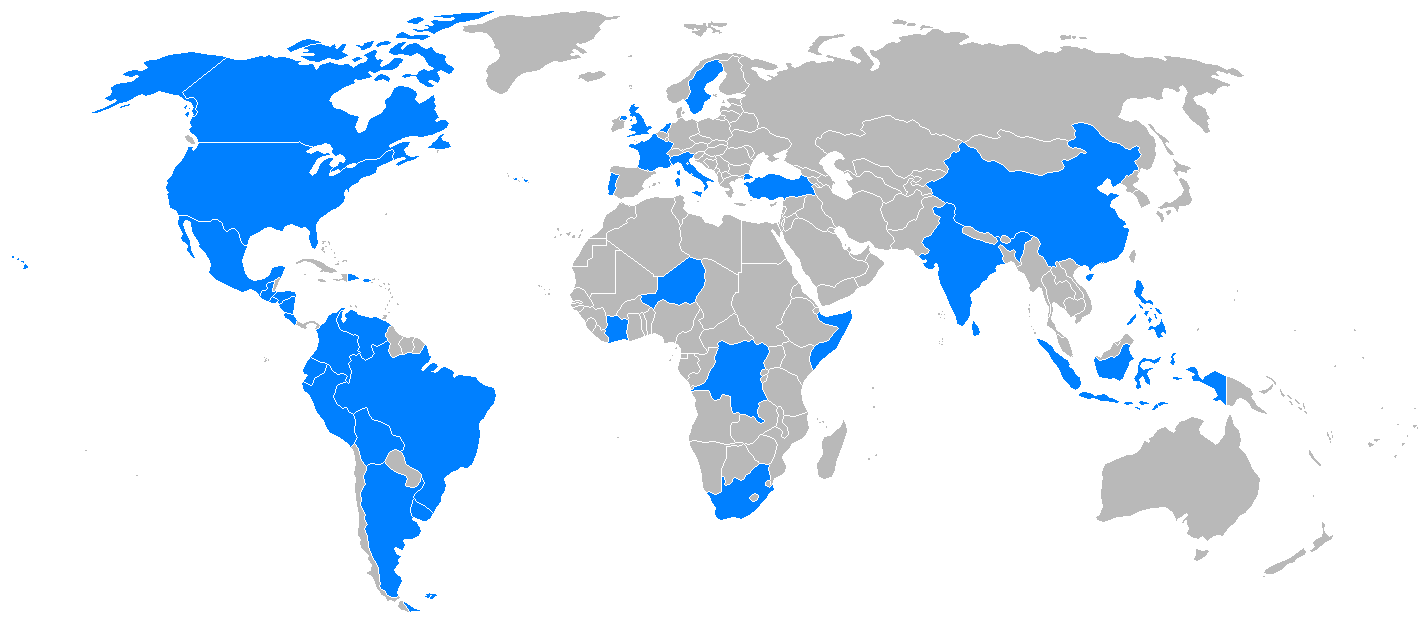
採用国（軍用）

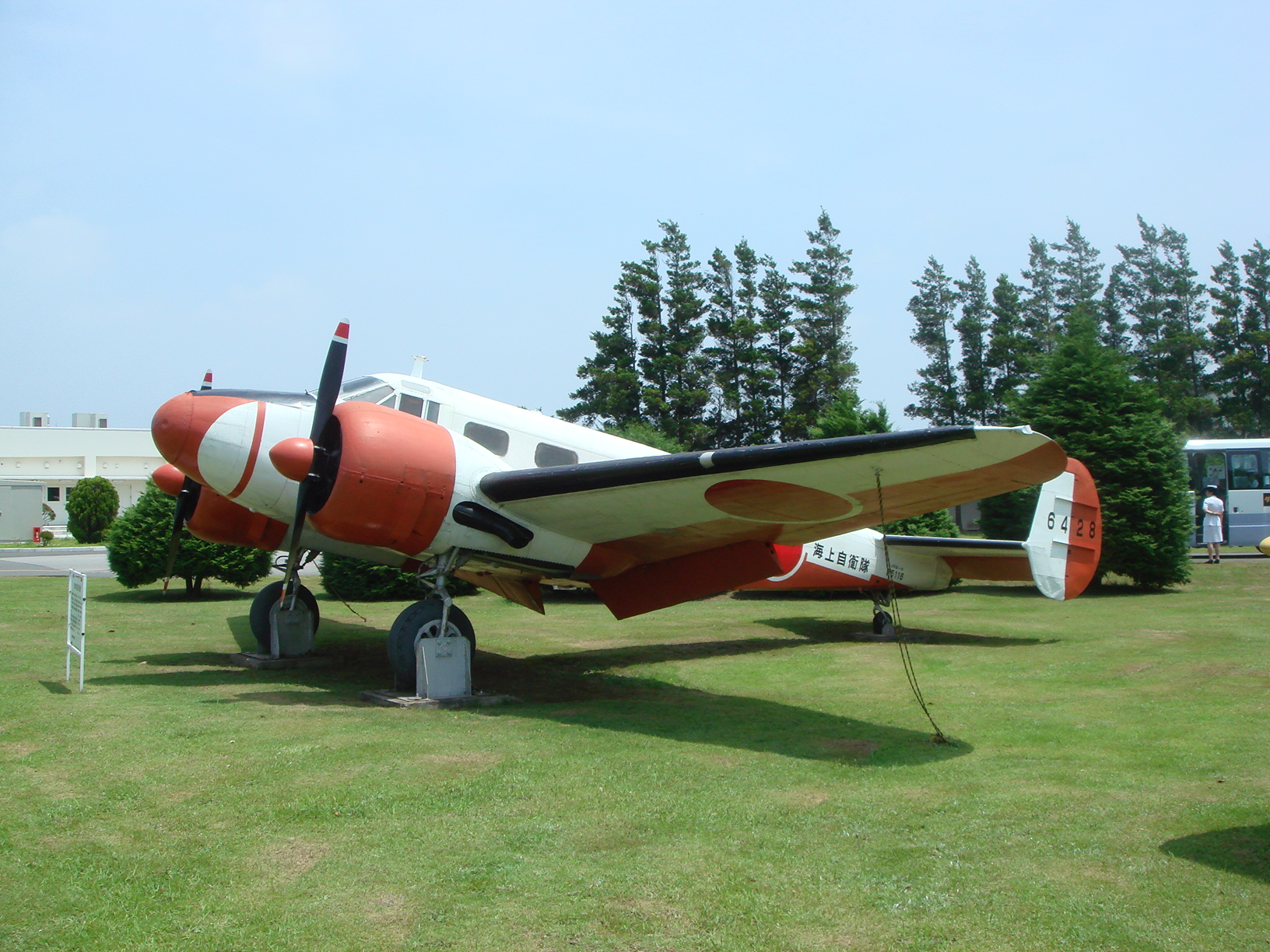
下総航空基地にて展示されるSNB-4「べにばと」

海上自衛隊が1957年に35機のSNB-4/5を供与され、1966年に退役するまで計器飛行や航法の訓練、連絡飛行に使用した。愛称は「べにばと」。また、海上保安庁でも民間型が使用された。

## 諸元（モデル G18S）
- 全長：10.74m
- 全幅：15.15m
- 全高：2.95m
- 翼面積：33.51m2
- 空虚重量：2,699kg
- 最大離陸重量：4,400kg
- エンジン：P&W R-985-AN-14B ワスプ・ジュニア星型エンジン（450馬力）×2
- 最大速度：375km/h
- 巡航速度：328km/h
- 実用上昇限度：6,400m
- 航続距離：2,551km
- ペイロード：乗客最大9名
- 乗員：2名